# Rukkirahu
Rukkirahu è un piccolo isolotto nei pressi del porto di Haapaalu.
I traghetti fra Rohuküla sulla terraferma e Heltermaa in Hiiumaa, la seconda isola più importante dell'Estonia, passano vicino.
Importanza all'isola è data dal faro, presente sin dal 1860. Quello attuale risale al 1940.